# Ringer-Europameisterschaften 1930
Die Ringer-Europameisterschaften 1930 fanden im März im griechisch-römischen Stil in Stockholm und im Mai im Freistil in Brüssel statt.

## Griechisch-römischer Stil

### Ergebnisse
| Klasse | Gold               | Silber          | Bronze          |
| ------ | ------------------ | --------------- | --------------- |
| -56 kg | Herman Tuvesson    | Jakob Brendel   | László Szekfű   |
| -61 kg | Kustaa Pihlajamäki | Svend Martinsen | Ödön Zombori    |
| -66 kg | Erik Malmberg      | Voldemar Väli   | Károly Karpati  |
| -72 kg | Mikko Nordling     | Gyula Zombori   | Jean Földeak    |
| -79 kg | Väinö Kokkinen     | Ivar Johansson  | Karl Kullisaar  |
| -87 kg | Carl Westergren    | Einar Hansen    | Edil Rosenqvist |
| +87 kg | Johan Richthoff    | Hjalmar Nyström | Georg Gehring   |

### Medaillenspiegel
| Rang | Land            | Gold | Silber | Bronze |
| ---- | --------------- | ---- | ------ | ------ |
| 1    | Schweden        | 4    | 1      | 0      |
| 2    | Finnland        | 3    | 1      | 1      |
| 3    | Ungarn          | 0    | 1      | 3      |
| 4    | Deutsches Reich | 0    | 1      | 2      |
| 5    | Estland         | 0    | 1      | 1      |
| 6    | Norwegen        | 0    | 0      | 1      |
|      | Dänemark        | 0    | 0      | 1      |

## Freistil

### Ergebnisse
| Klasse | Gold                | Silber                  | Bronze         |
| ------ | ------------------- | ----------------------- | -------------- |
| -56 kg | Piet Mollin         | Gyarmati                | John Björesson |
| -61 kg | József Tasnádi      | François van Langenhove | Jean Chasson   |
| -66 kg | Károly Karpati      | Englebert Mollin        | Erik Malmberg  |
| -72 kg | Hyacinthe Roosen    | F. Käsermann            | Algot Malmberg |
| -79 kg | Hermann Gehri       | Nils Landberg           | Émile Poilvé   |
| -87 kg | Sanfried Söderqvist | Bernard Deferm          | van der Sipp   |
| +87 kg | Johan Richthoff     | Leon Charlier           |                |

### Medaillenspiegel
| Rang | Land       | Gold | Silber | Bronze |
| ---- | ---------- | ---- | ------ | ------ |
| 1    | Belgien    | 2    | 4      | 0      |
| 2    | Schweden   | 2    | 1      | 3      |
| 3    | Ungarn     | 2    | 1      | 0      |
| 4    | Schweiz    | 1    | 1      | 0      |
| 5    | Frankreich | 0    | 0      | 2      |